# Heterocerus mexicanus
Heterocerus mexicanus är en skalbaggsart som beskrevs av Sharp 1882. Heterocerus mexicanus ingår i släktet Heterocerus och familjen strandgrävbaggar. Inga underarter finns listade i Catalogue of Life.